# Windri Marieta
Windri Marieta (nacida el 13 de marzo de 1986, en Yakarta) es una cantante y compositor, indonesia. Ella lanzó su álbum inicial denominada "Jingga" en 2009. Con letras de un contenido fuerte con el uso de instrumentos simples, se ha posesionado con éxito dos de sus canciones tituladas como ("Jingga" y "Estoy tan harto de ti ") en la primera posición de las listas de música de Indonesia.
Su álbum "Jingga" contiene ocho canciones con arreglo simple acústico compuesto por 7 (siete) canciones y un hit idioma en inglés, con el tema musical titulado "“I’m so over you" o "Estoy tan harto de ti". De 4 a 8 canciones publicadas en este álbum, fueron escritas por la misma Windri de su propia autoría, mientras que el resto de las canciones son aportados de parte de su mejor amiga, Winna Evelina, una ciudadana estadounidense.

## Premio
En 2010, Windri fue galardonada como una de las recientes y mejores artistas de Indonesia del Cutting Edge Music Awards (ICEMA) gracias a una de sus canciones de éxito ""I'm so over you" o "Estoy tan harto de ti".

## Discografía

### Jingga (2009)
- Jingga
- I'm so over you
- Ku ingin kau tahu
- Rapuhku
- Belenggu
- Jalan terbaik
- Lagu untuk ayah
- True Love